# Sacudida escandinava
La sacudida escandinava es una técnica de conducción utilizada en rally. Al acercarse a una curva, el conductor aplica un suave giro en sentido contrario al de la curva, mientras presiona los pedales del acelerador y freno simultáneamente. Esto provoca un deslizamiento lateral del coche, haciéndolo mirar en sentido contrario al de la curva. Después se aplica el giro en dirección a la curva, mientras el conductor suelta el freno, pero con el acelerador pisado a fondo; lo que hace que el coche salga disparado trazando la curva. Por supuesto, el contravolante será necesario para controlar el sobreviraje producido por la maniobra.
Esta técnica se usa cuando el conductor necesita ayuda para conducir el automóvil por curvas con un radio creciente, pues la sacudida produce un importante sobreviraje.
El método en cuestión está explicado y demostrado en un capítulo de Top Gear de 1990 en un Mitsubishi Galant VR-4.

## Utilización en el drift
Cuando se hace uso de la técnica sobre asfalto seco, esta maniobra se conoce también como drift inercial; aunque se lleva a cabo exactamente igual que la sacudida escandinava.

## Peligros
Hay dos peligros que acechan a la hora de realizar la sacudida escandinava:
- Si el centro de gravedad del vehículo es muy alto (una caravana, furgoneta o monovolumen), hay bastante probabilidad de que el coche vuelque en lugar de deslizarse.
- Es necesario práctica para controlar el coche en el derrape. Si el conductor no tiene experiencia es probable que el derrape salga mal y se salga de la calzada.